# Giles of Bridport

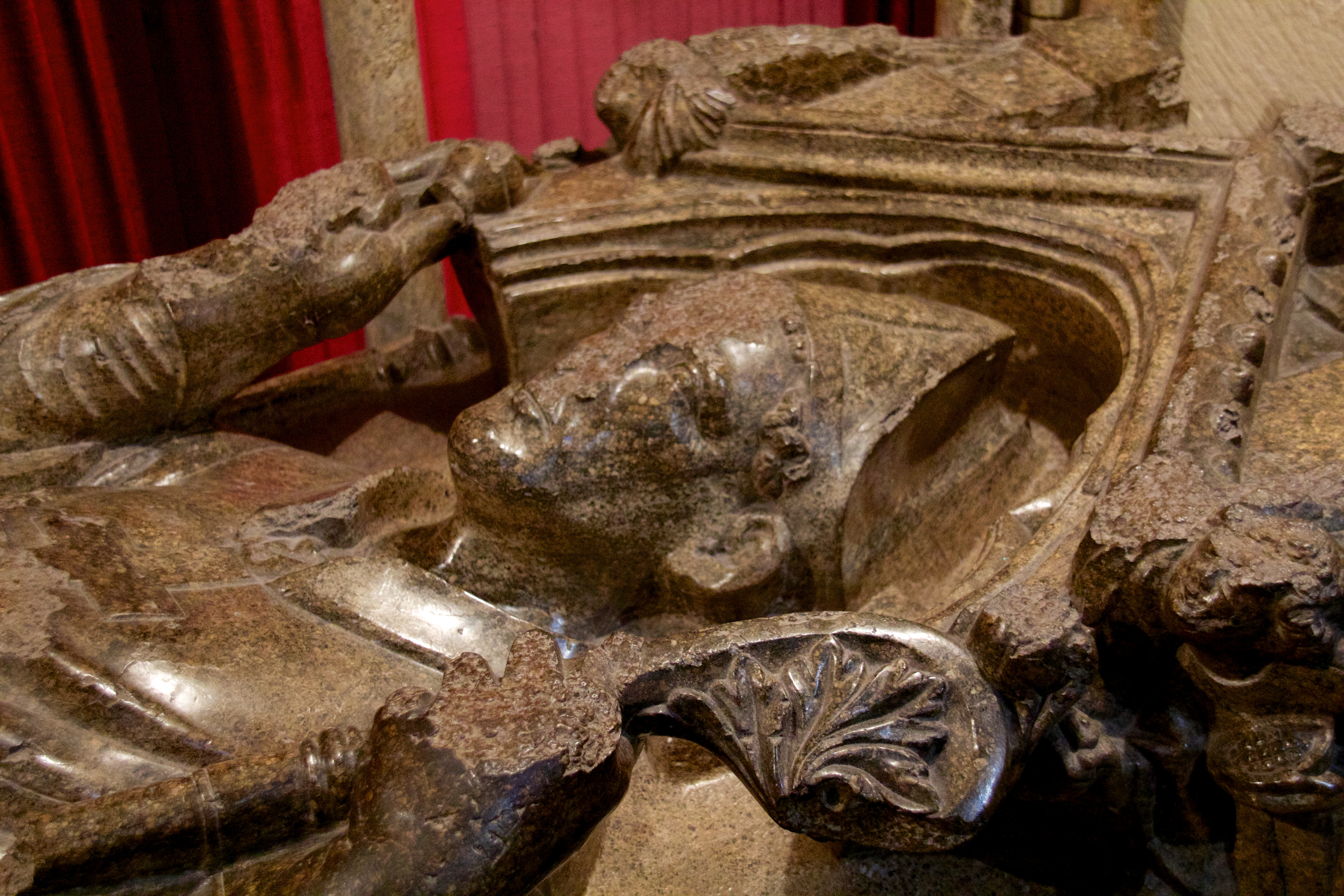
Darstellung von Giles of Bridport auf seinem Grabdenkmal

Giles of Bridport († um 13. Dezember 1262) war ein englischer Geistlicher. Ab 1256 war er Bischof von Salisbury.

## Aufstieg zum Bischof

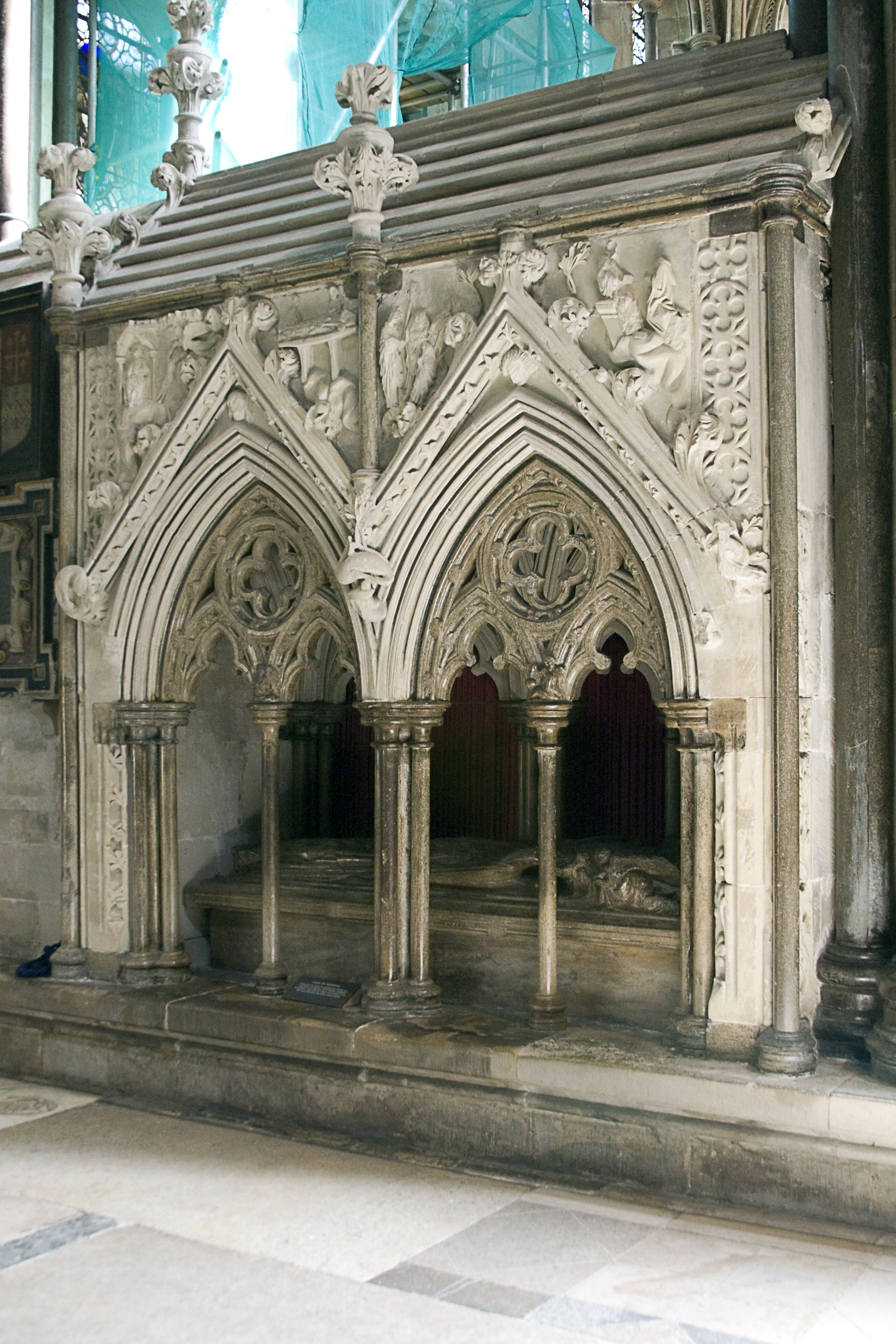
Das Grabdenkmal von Giles of Bridport in der Kathedrale von Salisbury

Giles stammte aus Bridport in Dorset, woher er seinen Beinamen erhielt. Vor 1238 wurde er Archidiakon von Berkshire. Als Archidiakon studierte er 1252 in Oxford, zuvor hatte er möglicherweise in Paris studiert. 1253 wurde er zum Dekan der Kathedrale von Wells gewählt. 1256 wurde er zum Bischof von Salisbury gewählt, wogegen König Heinrich III. keine Einwände erhob. Seine Bischofsweihe verzögerte sich jedoch, denn im Juni 1256 reiste er zusammen mit Richard de Crokesley, dem Abt von Westminster Abbey nach Rom. Dort verhandelten sie im Auftrag des Königs über die Schulden, die der König aufgrund des Sizilianischen Abenteuers gegenüber dem Papst hatte. Vom Papst erhielt Giles dabei das Recht, auch als Bischof die Einkünfte aus seinen bisherigen Ämtern beziehen zu dürfen. Die Rückreise nach England verlief aufgrund der angespannten Lage zwischen England und Frankreich schwierig, doch Anfang 1257 erreichte Giles wieder England. Dort wurde er am 11. März 1257 von Erzbischof Bonifatius von Canterbury sowie von den Bischöfen Walter de Cantilupe von Worcester, Walter of Suffield von Norwich und William Button von Bath zum Bischof geweiht.

## Bischof von Salisbury
Als es im Frühjahr 1258 zu einer Adelsrevolte gegen König Heinrich III. kam, wurde Giles 1258 in den neuen 24-köpfigen Staatsrat gewählt. Der Konflikt zwischen den Baronen und dem König konnte jedoch nicht beigelegt werden. 1261 bat der König, dass Giles in dem Streit vermitteln solle. Trotz der politisch unruhigen Zeit im Vorfeld des Zweiten Kriegs der Barone vernachlässigte Giles nicht seine Aufgaben als Bischof. Eine seiner ersten Handlungen als Bischof war es gewesen, für die neue Kathedrale von Salisbury ein Bleidach in Auftrag zu geben. Am 30. September 1258 erfolgte die feierliche Weihe der Kathedrale, an der König Heinrich III., Königin Eleonore und zahlreiche Bischöfe teilnahmen. Giles unterstützte eine Reform der Kirche und erließ dazu eine Reihe von Diözesanstatuten. Mit diesen versuchte er, der Autorität der Kirche und vor allem die geistliche und juristische Führungsrolle des Bischofs zu stärken. 1262 beanspruchte er das Recht zur Visitation der Kathedrale, was vom Kathedralkapitel zurückgewiesen wurde. Dabei bezogen sich die Kanoniker auf die Statuten, die Bischof Osmund von Sées erlassen hatte und nach denen nur der Dekan der Kathedrale das Recht zur Visitation hatte. Angesichts dieses Widerstands zog Giles am 4. Oktober 1262 seinen Anspruch zurück. In Salisbury gründete er 1262 das de Vaux College. In dieser Schule sollten zwei Kapläne unter Aufsicht eines Kanonikers des Kathedralkapitels 20 arme Schüler in Theologie und den Freien Künste unterrichten. Damit wurde das 1542 aufgelöste de Vaux College sogar vor den ältesten Colleges in Oxford gegründet. Giles wurde in der Kathedrale von Salisbury begraben, wo sein prächtiges Grabdenkmal aus dem 13. Jahrhundert erhalten ist.